# Orhan Sümer
Orhan Sümer (* 2. März 1963 in Adana) ist ein türkischer Politiker der Cumhuriyet Halk Partisi (CHP), der seit 2018 Mitglied der Großen Nationalversammlung (TBMM) ist.

## Leben
Orhan Sümer, Sohn von Hasan Sümer und dessen Ehefrau Saadet Sümer, absolvierte die Kiremithane-Grundschule, die Yavuzlar-Sekundarschule sowie das Karşıyaka-Atatürk-Gymnasium in Adana und war danach als Unternehmer im Baugewerbe sowie als Betreiber einer Tankstelle tätig. Seine politische Laufbahn für die Republikanische Volkspartei (CHP) begann 1987, als er zum Mitglied des Vorstands des CHP-Bezirksverbandes Yüreğir gewählt wurde. Nachdem er zwischen 1997 und 2001 Mitglied des Vorstands des CHP-Verbandes der Provinz Adana war, fungierte er von 2001 bis 2011 erstmals als Vorsitzender des CHP-Verbandes dieser Provinz. Das Amt des Vorsitzenden des CHP-Verbandes der Provinz Adana bekleidete er zwischen 2011 und 2014 erneut, wobei die CHP bei der Kommunalwahl am 30. März 2014 unter anderem die Bezirksgemeinden Seyhan und Karataş zurückzugewinnen konnte. Neben seiner unternehmerischen und parteipolitischen Tätigkeiten engagierte er sich zudem als Manager in verschiedenen Nichtregierungsorganisationen wie dem Verein zur Förderung der Ideen Atatürks ADD (Atatürkçü Düşünce Derneği), der Handelskammer von Adana und dem Sportverein Adana Demirspor.
Nachdem Sümer bei den parteiinternen Vorwahlen der CHP 2015 in der Provinz Adana lediglich den zwölften Platz belegt hatte, zog er seine Kandidatur bei der Parlamentswahl am 7. Juni 2015 zurück. Bei der Parlamentswahl in der Türkei am 24. Juni 2018 wurde er für die Cumhuriyet Halk Partisi für die Provinz Adana erstmals zum Mitglied der Großen Nationalversammlung TBMM (Türkiye Büyük Millet Meclisi) gewählt und gehört dieser nach seiner Wiederwahl bei der Parlamentswahl am 14. Mai 2023 weiter an. In der aktuellen 28. Legislaturperiode ist er seit dem 3. Juni 2023 Mitglied der Kommission für öffentliche Wirtschaftsunternehmen (Kamu İktisadi Teşebbüsleri Komisyonu).
Sümer ist verheiratet und hat zwei Kinder.